# Hvidbåndet dværgspætte
Den hvidbåndede dværgspætte (latin: Picumnus cirratus) er en spætte i ordenen af spættefugle, der lever i Sydamerika. Den har en længde på 10 cm og vejer 10 g. Spætten lever af små insekter.